# Islandia en los Juegos Europeos de Minsk 2019
Islandia participó en los Juegos Europeos de Minsk 2019. Responsable del equipo nacional fue la Asociación Deportiva y Olímpica de Islandia. El portador de la bandera en la ceremonia de apertura fue el tirador Ásgeir Sigurgeirsson.
El equipo de Islandia no obtuvo ninguna medalla en estos Juegos.